# Brigitte Benon
Brigitte Benon (ur. 26 maja 1963 w Deuil-la-Barre) – francuska szpadzistka, trzykrotna medalistka mistrzostw świata.
Podczas mistrzostw świata w Orleanie w 1988 roku zdobyła złoty medal w turnieju indywidualnym, wyprzedzając rodaczkę, Sophie Moressée-Pichot i Szwedkę Ninni Eglén. Był to pierwszy w historii złoty medal dla Francji w tej konkurencji. Na tej samej imprezie Francuzki w składzie: Brigitte Benon, Valérie Devaux, Nathalie Devillers, Sophie Moressée-Pichot i Jacqueline Rodenbach zdobyły srebro w zawodach drużynowych. Na rozgrywanych trzy lata później mistrzostwach świata w Budapeszcie ponownie zdobyła srebrny medal w drużynie.
Nigdy nie wzięła udziału w igrzyskach olimpijskich.